# Giungi
Giungi (węg. Gyöngy) – wieś w Rumunii, w okręgu Satu Mare, w gminie Beltiug. W 2011 roku liczyła 155 mieszkańców. 